# Paoma Shuiku
Paoma Shuiku är en reservoar i Kina. Den ligger i provinsen Hubei, i den centrala delen av landet, omkring 240 kilometer väster om provinshuvudstaden Wuhan. Paoma Shuiku ligger 143 meter över havet. Arean är 1,5 kvadratkilometer. I omgivningarna runt Paoma Shuiku växer huvudsakligen savannskog. Den sträcker sig 2,4 kilometer i nord-sydlig riktning, och 3,3 kilometer i öst-västlig riktning.
Genomsnittlig årsnederbörd är 1 199 millimeter. Den regnigaste månaden är augusti, med i genomsnitt 174 mm nederbörd, och den torraste är december, med 14 mm nederbörd.